# Black Books
Black Books foi um britcom exibido pelo Channel 4 estrelando Dylan Moran, Bill Bailey e Tamsin Greig. A série foi escrita por Dylan Moran, Graham Lineham, Arthur Mathews, Kevin Cecil e Andy Riley e produzida por Nira Park. O seriado venceu o BAFTA por "Melhor Comédia de Situação" em 2001 e 2005 e ganhou uma "Rosa de Bronze" no Festival Rosa de Ouro de Montreux em 2001.
A série ocorre no epônimo "Black Books", uma pequena e independente livraria na região de Bloomsburry no centro de Londres. O seriado se centra nas vidas, algumas vezes surreais, de um irlandês excêntrico, misantropo e alcoólico chamado Bernard Black (interpretado por Dylan Moran), seu cabeludo e bem intencionado assistente Manny Bianco (interpretado por Bill Bailey) e sua amiga neurótica Fran Katzenjammer (interpretado por Tamsin Greig).

## Sinopse
A série gira em torno da aversão de Bernard pelo mundo exterior e todos que o habitam, exceto pela sua amiga mais velha, Fran Katzenjammer. Bernard demonstra, em boa parte do tempo, pouco ou nenhum interesse em vender seus livros (ou, de fato, em qualquer coisa que não seja beber, fumar e ler) e recusa a interagir com qualquer pessoa fora de sua livraria, ou até mesmo dentro, já que Bernard possui um ódio pessoal contra consumidores. Vários episódios são guiados pela tentativa de Manny e Fran em forçá-lo em ter um estilo de vida mais socialmente aceitável. Entretanto, apesar de suas tentativas, e as fortes habilidades sociais de Manny, seus esforços normalmente resultam em caos, sugando-os de volta para a visão de mundo niilista de Bernard.
A série é notável pelo senso de humor surrealista, particularmente quando se trata no estado da livraria: ela está frequentemente em um estado de sujeira e descaso, indicado no primeiro episódio da primeira temporada pelo fato de moluscos de água salgada viverem no encanamento e, no primeiro episódio da terceira temporada, terem encontrado um texugo morto no chão, um bernardo-eremita em uma xícara e um pão de forma com geléia grudado no teto da cozinha por dias.

## Personagens
- Dylan Moran é Bernard, dono da livraria "Black Books", excêntrico, misantropo e alcoólico.
- Bill Bailey é Manny Bianco, assistente cabeludo e bem-intencionado de Bernard.
- Tamsin Greig é Fran Katzenjammer, dona da loja ao lado e a amiga mais velha de Bernard.